# Luelmo
Luelmo is een gemeente in de Spaanse provincie Zamora in de regio Castilië en León met een oppervlakte van 36,34 km². Luelmo telt 164 inwoners (1 januari 2016).

## Demografische ontwikkeling
Bron: INE, 1857-2011: volkstellingen
Opm.: In 1857 werd de gemeente Monumenta aangehecht